# Haustorius mexicanus
Haustorius mexicanus is een vlokreeftensoort uit de familie van de Haustoriidae. De wetenschappelijke naam van de soort is voor het eerst geldig gepubliceerd in 2001 door Ortiz, Cházaro-Olvera & Winfield.